# Коное Сакіхіса
Коно́е Сакіхі́са (яп. 近衞前久; このえさきひさ; 1536 (Тембун 5)— 7 червня 1612 (Кейчьо 17.5.8)) — японський аристократ із роду Коное династії Фудзівара гілки регентів. Поет, знавець японської і китайської класики. Син Коное Танеїе. Тимчасовий середній державний радник (з 1542), тимчасовий старший державний радник (з 1545), лівий старший генерал (1546–1553), двірцевий міністр (1547–1553), правий міністр (1553–1554), імператорський радник і старший династії Фуджівара (1554–1557), лівий міністр (1555–1557) і великий державний міністр (1582).
Підтримував політику Оди Нобунаґи щодо об'єднання Японії.
Після 1582 став ченцем під іменем Рюдзан (竜山), мешкав у монастирі Джішьо в Хіґашіямі.
Ворогував із Тойотомі Хідейоші, був союзником Токуґави Ієясу.
Інші імена — Коное Харуцуґу (近衞晴嗣, 1540—1555), Коное Сакіцуґу (近衞前嗣, з 1555—1562).